# La sonata del silencio
La sonata del silencio es una serie de televisión española producida por RTVE que se emitió en La 1 y que adapta La sonata del silencio, la novela de Paloma Sánchez-Garnica. Está protagonizada por Marta Etura, Eduardo Noriega, Daniel Grao, Fran Perea, Lucía Jiménez, entre otros. La primera y única temporada consta de 9 episodios de aproximadamente 70 minutos cada uno, se estrenó el 13 de septiembre de 2016 y finalizó el 1 de noviembre de 2016.

## Sinopsis
La acción nos sitúa en el Madrid de 1946, en plena posguerra. Los Figueroa y los Montejano son dos familias enfrentadas que viven en el mismo edificio de la madrileña Plaza del Ángel y para las cuales la guerra supuso un paréntesis. Los Figueroa lo tienen todo, y los Montejano lo tuvieron todo y ahora tratan de sobrevivir.
Ambas familias exponen sus propias desgracias y alegrías ante la mirada y el juicio del resto de vecinos, siendo el inmueble testigo de cómo es su día a día, su historia, su pasado y las relaciones -a veces turbias- entre ellos.
La protagonista principal de La sonata del silencio es Marta Ribas (Marta Etura), una mujer inteligente, culta y de buen corazón que se ve oprimida por el machismo imperante en la época, del que tratará de liberarse. Junto a ella esta su hija Elena (Claudia Traisac), que tendrá que luchar para cumplir sus deseos a la hora de elegir la vida que quiere llevar.

## Reparto

### Temporada única

#### Reparto principal
- Marta Etura - Marta Ribas
- Eduardo Noriega - Don Rafael Figueroa
- Daniel Grao - Antonio Montejano
- Lucía Jiménez - Doña Virtudes Molina
- Fran Perea - Mauricio Canales
- Claudia Traisac - Elena Montejano
- Joel Bosqued - Basilio Figueroa
- Fernando Soto - Próculo Calasancio
- Chani Martín - Eutimio Granados
- Javier Godino - Camilo
- Jaume García Arija - Doctor Torres
- Ben Temple - Kaiser
- Dani Luque - Dionisio

##### Colaboración especial de
- Mabel Rivera - Doña Fermina
- Gracia Olayo - Juana

#### Reparto secundario
- Agnés Llobet - Virtuditas
- Giussepe Zeno - Flavio
- Clara de Ramón - Julita
- Maria Rosaria Omaggio - Roberta Moretti
- Mari Carmen Sánchez - Celia Baldomero
- Nicolás Coronado - Hanno
- Patxi Freytez - Pepe Mateos
- Francisco Vidal - Críspulo
- Manu Fullola -  Juan
- Raúl Alberto Mediero Rodríguez -  Falangista en estación tren

## Episodios y audiencias
| Temporada | Temporada | Episodios | Estreno                  | Final                  | Audiencia media | Audiencia media | Audiencia media |
| Temporada | Temporada | Episodios | Estreno                  | Final                  | Espectadores    | Cuota           |                 |
| --------- | --------- | --------- | ------------------------ | ---------------------- | --------------- | --------------- | --------------- |
|           | 1         | 9         | 13 de septiembre de 2016 | 1 de noviembre de 2016 | 1 632 000       | 10,3%           |                 |

### Temporada única (2016)
| N.º (serie) | N.º (temp.) | Título          | Director(es)   | Fecha de emisión         | Audiencia         |
| ----------- | ----------- | --------------- | -------------- | ------------------------ | ----------------- |
| 1           | 1           | «Marta»         | Iñaki Peñafiel | 13 de septiembre de 2016 | 1 893 000 (11,4%) |
| 2           | 2           | «Elena»         | Iñaki Peñafiel | 20 de septiembre de 2016 | 1 469 000 (9,0%)  |
| 3           | 3           | «Roberta»       | Peris Romano   | 27 de septiembre de 2016 | 1 625 000 (9,5%)  |
| 4           | 4           | «Virtuditas»    | Peris Romano   | 4 de octubre de 2016     | 1 688 000 (9,9%)  |
| 5           | 5           | «Fermina»       | Peris Romano   | 11 de octubre de 2016    | 1 560 000 (9,5%)  |
| 6           | 6           | «Julita»        | Iñaki Peñafiel | 18 de octubre de 2016    | 1 591 000 (9,5%)  |
| 7           | 7           | «Rafael»        | Iñaki Peñafiel | 25 de octubre de 2016    | 1 743 000 (10,3%) |
| 8           | 8           | «Antonio»       | Iñaki Peñafiel | 25 de octubre de 2016    | 1 525 000 (13,6%) |
| 9           | 9           | «Marta y Elena» | Iñaki Peñafiel | 1 de noviembre de 2016   | 1 595 000 (9,7%)  |